# پل گوگن
اوژن آنری پل گوگن (فرانسوی: Eugène Henri Paul Gauguin‎، زادهٔ ۷ ژوئن ۱۸۴۸ – درگذشتهٔ ۸ مهٔ ۱۹۰۳) نقاش و تندیس‌گر فرانسوی و یکی از مهم‌ترین چهره‌های سبک پست‌امپرسیونیسم بود.

## زندگی
پل گوگن در پاریس به دنیا آمد. بعد از چند سال که در ناوگان بازرگانی فرانسه خدمت کرد، به دلالی بورس روی آورد و در فراغت و روزهای تعطیل به نقاشی می‌پرداخت. به‌تدریج به خرید و گردآوری تابلوهای پست‌امپرسیونیسم مشغول شد. از ۱۸۷۵ با کامی پیسارو طرح دوستی ریخت و در نمایشگاه امپرسیونیسم سال ۱۸۸۶–۱۸۸۰ شرکت کرد. از ۱۸۸۳ به‌طور تمام‌وقت به نقاشی پرداخت. در ۱۸۸۹ با نمادگرایان فرانسوی در پاریس و بروکسل نمایشگاه‌هایی برپا کرد. سال‌های ‎۱۸۹۱–۱۸۹۳ را در تاهیتی به سر برد؛ بعد به فرانسه بازگشت و مجدداً از ۱۸۹۵ به بعد در تاهیتی به سر برد. در سال‌های ۱۸۹۸–۱۸۹۹ در نگارخانه ولار در پاریس نمایشگاه انفرادی تشکیل داد. در ۱۹۰۳ در هیوا اوآ از جزایر مارکیز در جنوب اقیانوس آرام، از دنیا رفت. بعد از مرگ گوگن نمایشگاه بزرگی در سالن پاییز در سال ۱۹۰۶ برای بزرگداشت وی برپا گردید و طی آن، گوگن به‌عنوان پیشتاز حرکت‌های ضد ناتورالیستی، همچون فوویسم در فرانسه و اکسپرسیونیسم در آلمان و کشورهای دیگر معرفی شد.
سپس، کار پردرآمدی را در یک مؤسسهٔ دلالی سهام پیش گرفت و یکی از خریداران آثار امپرسیونیستم بود. به تشویق پیسارو وقت بیشتری را به نقاشی داد. سرانجام، در سی و پنج سالگی از زندگی مرفه و زن و فرزندانش دست کشید، و یکسره به نقاشی روی آورد. در چند نمایش گروهی امپرسیونیسم شرکت کرد. به شهر پنتاون رفت. در آنجا، برنا و گروهی از نقاشان جوان به شخصیت و نظرات زیبایی شناختی او جلب شدند. سفرش به پاناما و مارتینیک دیری نپایید؛ و به سبب بیماری به پاریس بازگشت. دو ماه پرماجرایی را با ونسان ون گوگ در شهر آژل گذرانید. در شهر پولدو (برتانی)، دوباره به جمع پیروانش پیوست. سپس به تاهیتی رفت، و دو سال در آنجا ماند. به امید فروش آثار جدیدش به پاریس بازگشت. سرانجام، دلسرد و بیمار، بار دیگر رهسپار جزایر جنوبی اقیانوس کبیر شد. سالهای آخر زندگانی را در تنهایی، بیماری، تنگدستی، و درگیری دائم با مقامات اداره مستعمرات فرانسه به سر برد. هنگامی که چشم از جهان فروبست، انبوهی از نقاشی‌های رنگ روغنی و آبرنگ، کنده‌کاری روی چوب، باسمه، مجسمه، سفالینه، یادداشتهای روزانه و نامه از خود به جای گذاشت. نوآ، مهم‌ترین نوشته او بود.

## دیدگاه گوگن
گوگن که به دورهٔ آخر قرن متعلق بود، تمدن را نوعی بیماری می‌انگاشت، و آرزوی زندگی طبیعی و ساده را در سر داشت. او از اروپا گریخت تا در سرزمین‌های بکر و دوردست خود را با طبیعت یکی کند، و در میان اقوام بدوی، دنیای فراموش شده اسطوره را از نو بازیابد. او از نخستین هنرمندان اروپایی بود که به هنر شرق کهن و هنر پیشاکلومبی جلب شد. سنت طبیعت‌گرایی اروپایی را فروگذارد؛ و علیه واقع‌گرایی امپرسیونیسم، و برداشتهای علمی نئوامپرسیونیسم‌ها واکنش نشان داد. رنگ را-مستقل از کارکرد توصیفی، و با تأکید بر ارزشهای تزیینی و عاطفی آن- در سطحهای تخت به کار گرفت. همچنین، با توجه به باسمه‌های ژاپنی شیشه نگاره‌های قرون وسطای اروپایی، برای ایجاد نقشهای موزون از خطهای سیاه مرزی استفاده کرد. بدین سان، نظریه سنته تیسم را پیش نهاد (او ابتدا، اصطلاح «سنته تیست-سمبلیک» را برای توصیف روش خود به کار برد) بعدها، گروه نبی‌ها بر اساس همین نظریه زیباشناسی او طرح، استخوان‌بندی کار است و رنگ، برجستگی و فاصله و معنا را می‌نمایاند. فضا نیز یک صفت ایستا و ثابت طبیعت نیست؛ بلکه کیفیتی بیان شدنی است همان قدر با رنگ که با خط. چنین فضایی را می‌توان در دو بعد و کاملاً پرمعنا مجسم کرد. گوگن در آن زمان که هنوز تحت تأثیر امپرسیونیسم بود، استعداد رنگ‌پردازی خود را نشان داد. ضمن بررسی اصول تصویری، بارها توجهش به معنای روان‌شناختی رنگ جلب شد؛ و چنین نتیجه گرفت که از این طریق ــ و بدون توسل به ادبیات ــ تفسیر موضوع ممکن است.

## برخی آثار
پردهٔ کشتی‌گرفتن یعقوب با فرشته، یکی از نخستین کوشش‌های او در استفاده از رنگ چون وسیله‌ای برای بیان بود. پردهٔ مسیح زرد نیز، بیش از آنکه تصویری از واقعیت باشد، تجسم صورت خیالی است که به مدد هماهنگی شکل‌های ساده‌شده و رنگ‌های تند و درخشان حاصل آمده است. گوگن دریافته‌بود که اگر گویاییِ عناصر تجسمی برای القای انگارهای نایاب کافی به نظر می‌رسد، پس سرمشق طبیعت دیگر اهمیت و اعتبارش را برای هنرمند از دست می‌دهد؛ و هنر همانا بیان انتزاعی می‌شود.
نقاشی گوگن در تاهیتی عمق بیشتری پیدا کرد. او در اقلیم استوایی هویت خود را یافت؛ و از طریق تماس نزدیک با ذهنیت بدوی، نومایگی اش رخ نمود، و هنرش به حد کمال رسید. در پی افسانه‌ها می‌گشت، و افسانه‌ها از درونش سر برمی‌کشیدند. دختری اهل تاهیتی را خوابیده در بسترش می‌دید، و ناگهان افسانه مردم پلینزی دربارهٔ مرده راه رونده به ذهنش می‌رسید. اینها را درهم می‌آمیخت، و پرده‌ای چون روح مرده به هنگام تماشا، را از کار درمی‌آورد. او در جزایر جنوب با آفریدن آثاری از این دست، عشق خود را به زندگی طبیعی بیان می‌کرد، و پیگیرانه می‌کوشید به مدد مصالح کهن بدیلی در برابر تمدن عصر جدید بنا کند. با این حال، گوگن نه قصد تصویرگری افسانه‌ها را داشت، و نه خود را نقاش موضوع‌های تمثیلی می‌دانست. هدف او دستیابی به نوعی نقاشی پیکرنما بود که بیانگر نماد عام انسانی باشد. گرایش وی، در اساس، به دیوارنگاری و هنر تزیینی پر معنا-همانند هنر مصریان باستان بود.

## ویژگی کار گوگن

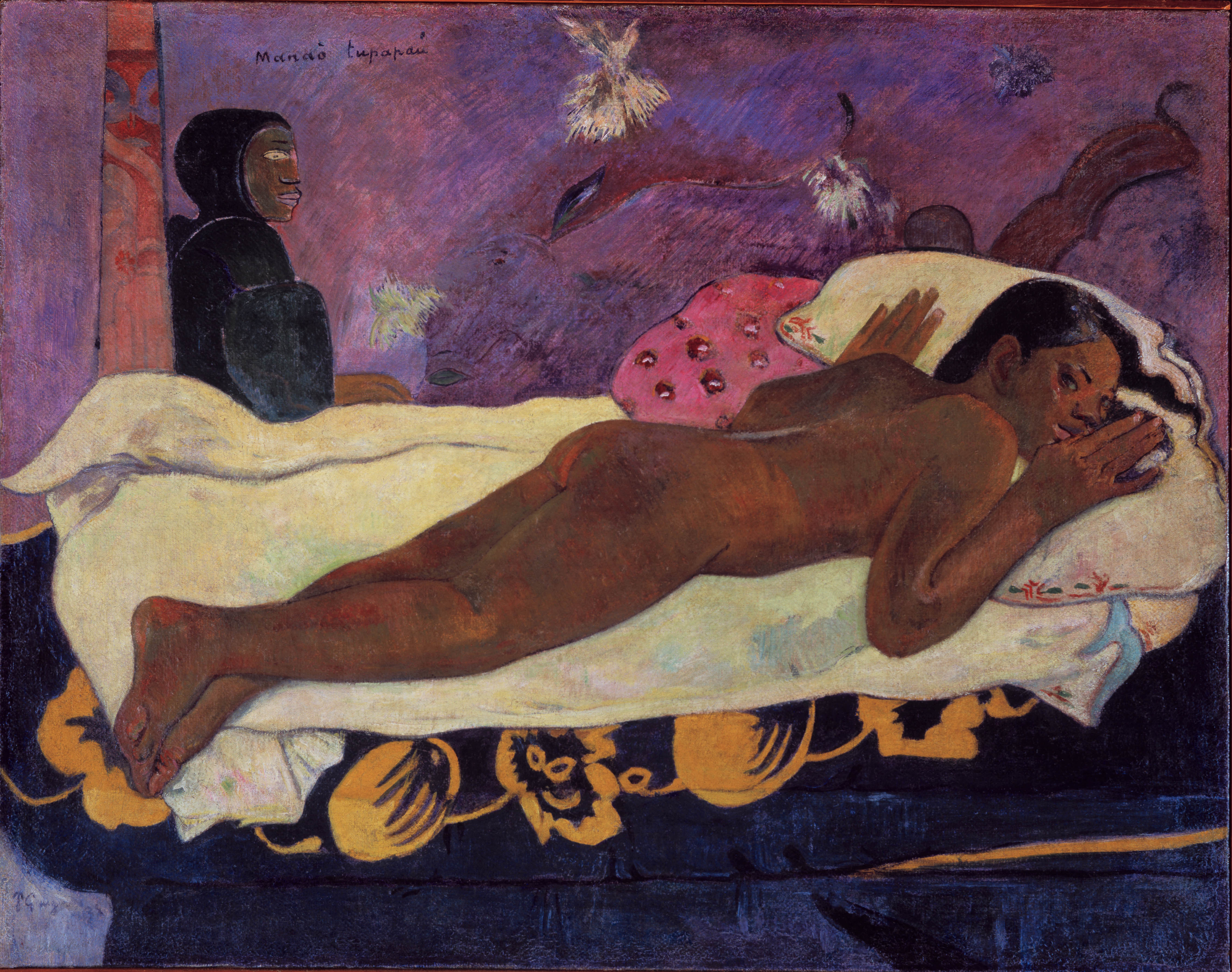
روح نظاره‌گر را پل گوگن در سال ۱۸۹۲ کشید. نقاشی دختری برهنه از تبار تاهیتی را روی تخت نشان می‌دهد، در حالی که پیرزنی سیاه‌پوش پشت سرش نشسته و محیط پیرامون را نظاره می‌کند. این اثر در مالکیت گالری هنر آلبرایت-ناکس در بافلو، نیویورک قرار دارد.

ساده کردن طراحی، و کاربست رنگ ناب که نقش‌های وسیع چسبیده به صفحه تصویر را شکل می‌دهد، جملگی در راستای این هدف‌اند. او رؤیاها و عواطف درونی اش را به مدد این نقشهای دو بعدی، خطهای گویا، و رنگبندی نمادین، عینیت می‌بخشد. ارزش واقعی او در دنیای هنر پس از مرگش شناخته شد. یادواره گوگن در سالن پاییز، آغازی برای معرفی دستاورد هنری او بود. دیری نگذشت که جنبشهای فوویسم و اکسپرسیونیسم اصول کارش را دنبال کردند. از سوی دیگر، داستان زندگی تلخ و پرماجرایش-همچون زندگینامه وان گوگ-بارها در قالب فیلم و رمان بازسازی شد. از جمله دیگر آثارش:چهره هاله دار نقاش؛ زنان اهل تاهیتی؛ ماه و زمین؛ از کجا آمده‌ایم؟ کیستیم؟ به کجا می‌رویم؟؛ اسب سپید؛ سواران در ساحل؛ مجسمه زن اهل کاراییب؛ باسمه نوآ.

## فعالیت‌ها
پل سزان، پل گوگن، ون گوگ کوشیدند در ورای صفحه‌های ناپایدار و گذرای رنگی که جاذب چشم و فریبنده است به‌وسیلهٔ رنگ ایجاد عمق و ژرفا کنند و در پی یافتن کشش تصویر فرم‌ها روی بوم به‌وسیلهٔ رنگ‌های خالص و لکه‌های یکدست رنگ بودند.

## چکیده

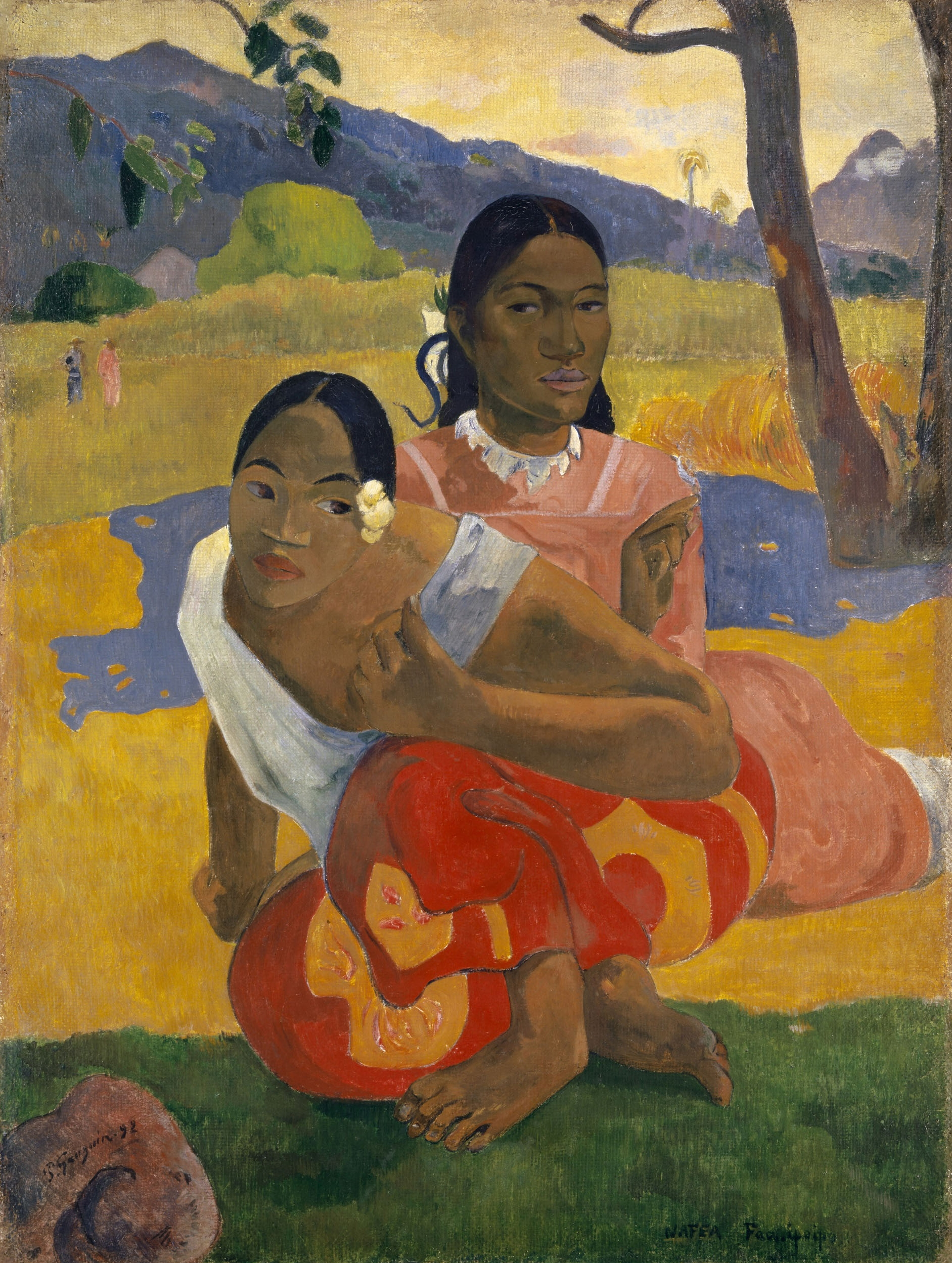
کی ازدواج خواهی کرد؟ را پل گوگن، در سال ۱۸۹۲ میلادی، با رنگ و روغن خلق کرد. این اثر در فوریه ۲۰۱۵ میلادی، به قیمت ۳۰۰ میلیون دلار فروخته شد.

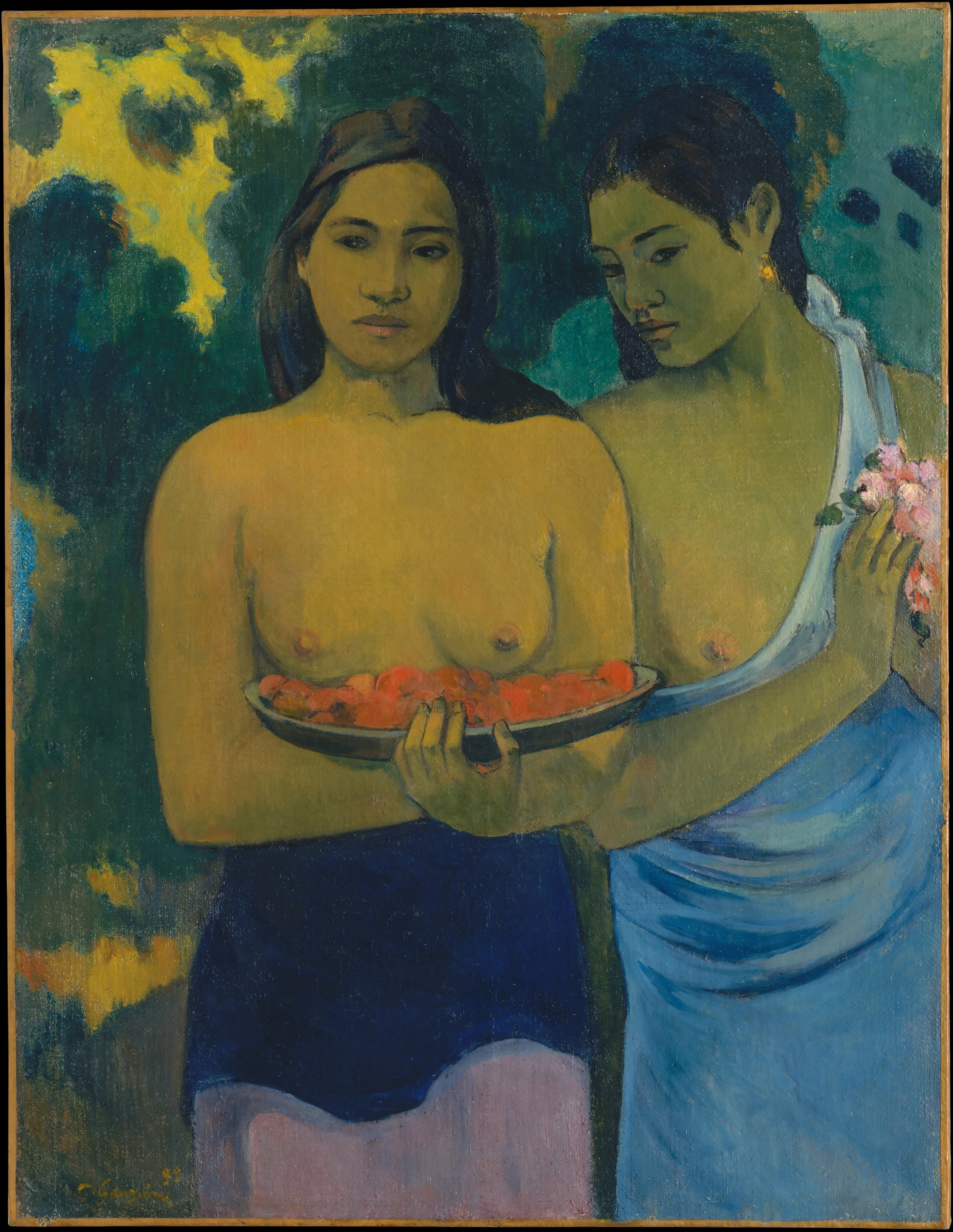
دو زن از تاهیتی، را پل گوگن، در سال ۱۸۹۹ میلادی، با رنگ و روغن خلق کرد. او جزیره تاهیتی را «بهشتی افسانه‌ای از زنان زیبا و رمزآلود» می‌دانست و این نقاشی، ایده او از اهالی تاهیتی را تجسم می‌کند.

- از طریق پیسارو با امپرسیونیسم آشنا شد.
- رنگ را با ترکیبات تازه و غیرمنتظره به کار برد.
- توجه او به معانی روانشناختی رنگ بود. (رنگ به خودی خود چیزای را بیان می‌کند)
- نقاشی گوگن سرشار از عناصر نایاب، با دامنه کاربرد تزیینی است.
- با پژوهش در آثار قرون وسطی به نقاشی‌های خاور دور و خاور نزدیک علاقه‌مند شد و شیوهٔ شخصی خود را که مبتنی بر نمایش رنگ‌ها، بدون توجه به رنگ طبیعی اشیاء و اغراق در طرح برای تأثیرگذاری بیشتر موضوع بود، پایه‌گذاری کرد.
- آثار او از ورای رنگ‌های درخشان و طرح‌های آزاد و سیال نمایانگر دنیایی سمبلیک بر زمینه‌ای تزیینی بود.
- آثارش الهام بخش نبی‌ها، سمبولیستها و فوویستها شد.
- سمبولیست‌ها و نبی‌ها، جنبهٔ رمزآمیز طرح و رنگ آثارش را مهم شمردند.
- فوویست‌ها شیوهٔ رنگ آمیزی او را راهنمای خود قرار دادند.
- پیکره‌های آثار او مانند آثار لوترک اغراق شده است.[۶]
- در آثار پل گوگن نیز مانند وان گوگ، شاهد منفی شبیه‌سازی عینی در برابر بیان ذهنی هستیم.
- کارمایه‌های مشترک میان استادان بزرگ رنسانس دانست.
- گوگن نه تنها در برابر سنت هنری بلکه در برابر کل تمدن اروپایی طغیان کرد. او گفت (تمدن چیزی است که آدم را بیمار می‌کند)
- یکی آثار مهم او (تجلی پس از موعظه دینی) نام دارد.
- گوگن، سزان و ون گوگ هنرمندان شاخص سبک پست امپرسیونیسم به‌شمار می‌روند.
- گوگن رنگ را با ترکیبات تازه و غیرمنتظره به کاربرد توجه اش به معنای روان شناختی رنگ بود یعنی رنگ به خودی خود چیزی را بیان می‌کند.

## ترک اروپای متمدن
وی اروپا را ترک گفت و به دنبال یک زندگی ساده و ابتدایی به تاهیتی رفت؛ زیرا معتقد بود که نقاشی در آستانه سقوط به ورطهٔ عوام‌فریبی و سطحی نگری قرار گرفته و همهٔ آن هوشیاری و دانایی که در تمدن اروپا بارور شده بود، نوابغ هنر را عقیم می‌ساخت و اجازه نمی‌داد که قدرت و شدت احساسات خویش را صریح و مستقیم ابراز کند. البته گوگن نخستین کسی نبود که چنین نگرانی‌هایی دربارهٔ تمدن داشت.

## نگارخانه

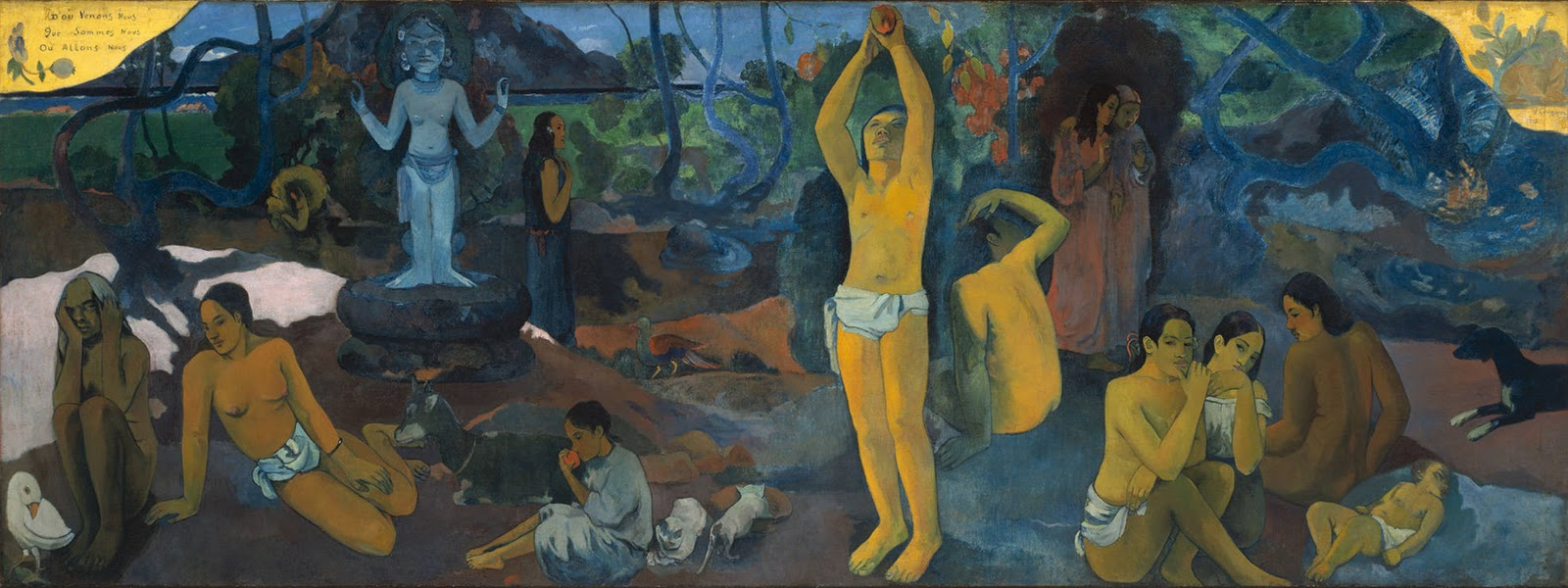
از کجا آمده‌ایم؟ کیستیم؟ به کجا می‌رویم؟
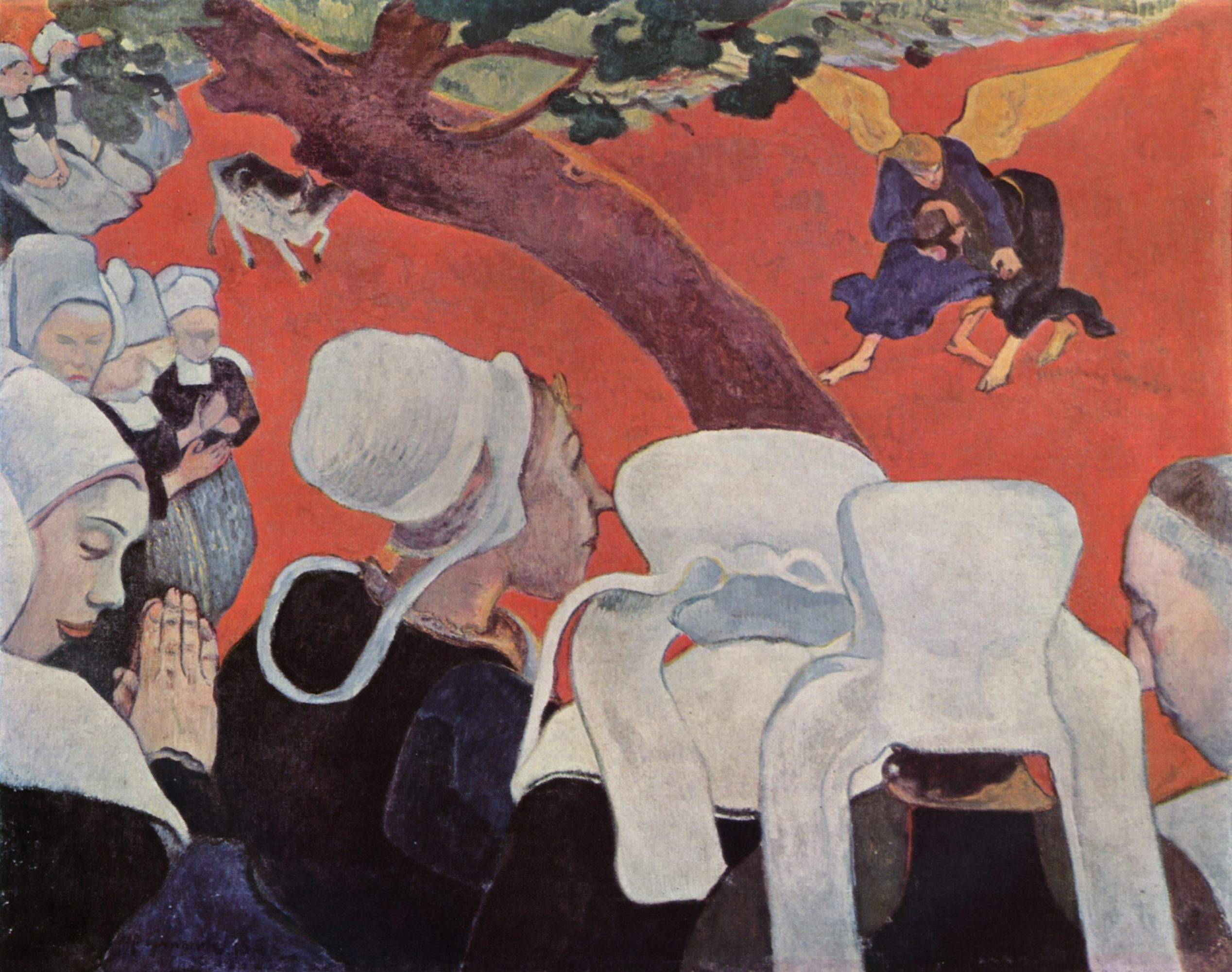
بینش پس از خطبه ۱۸۸۸ م. نگارخانه ملی اسکاتلند
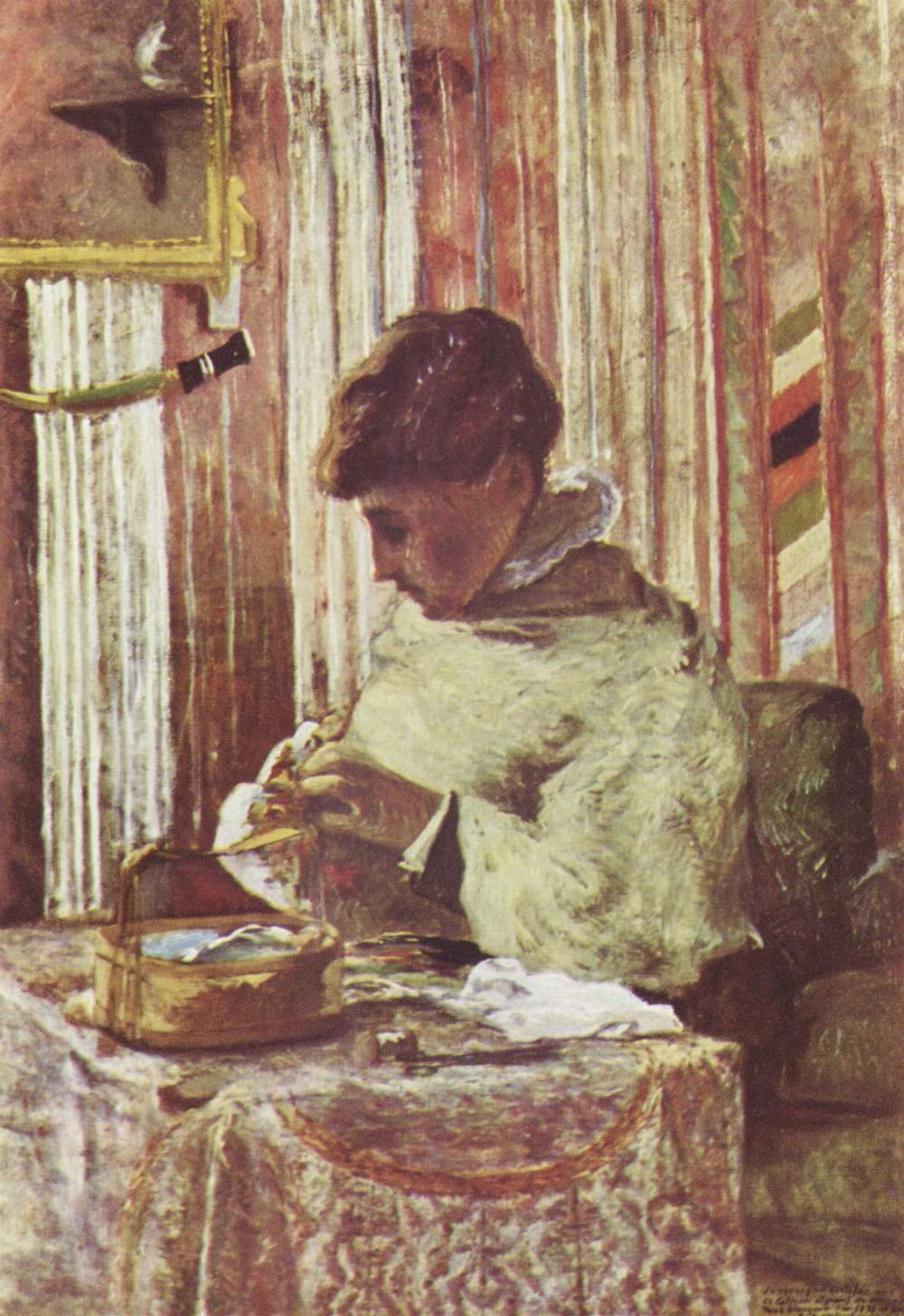
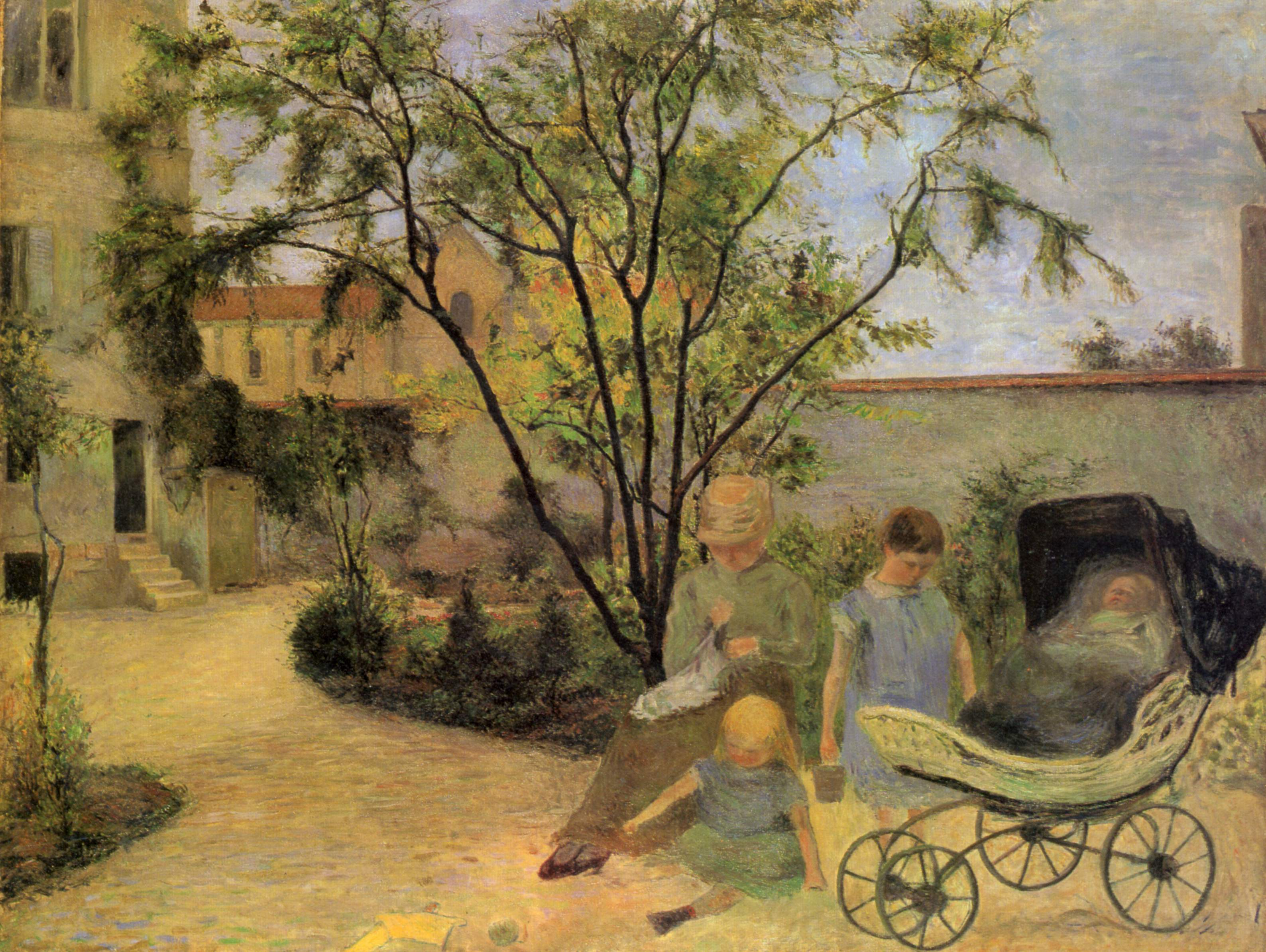
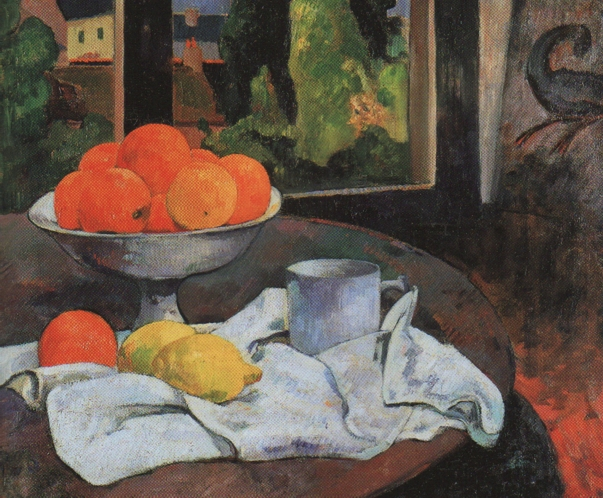
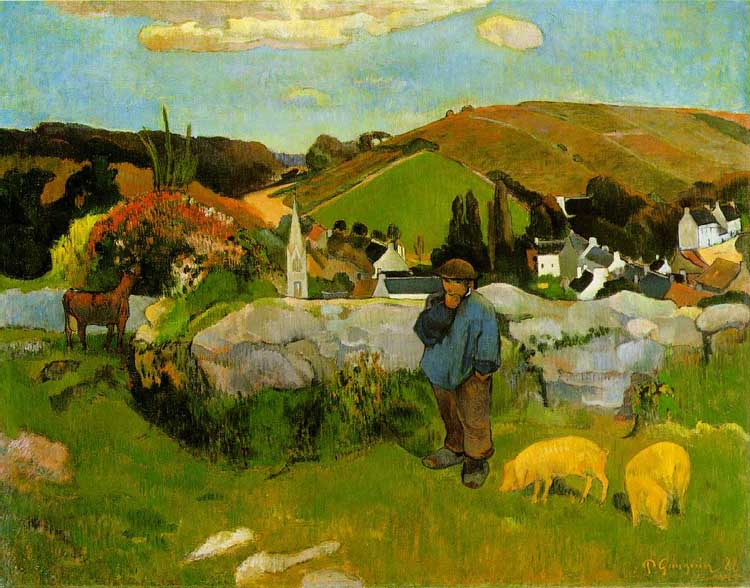
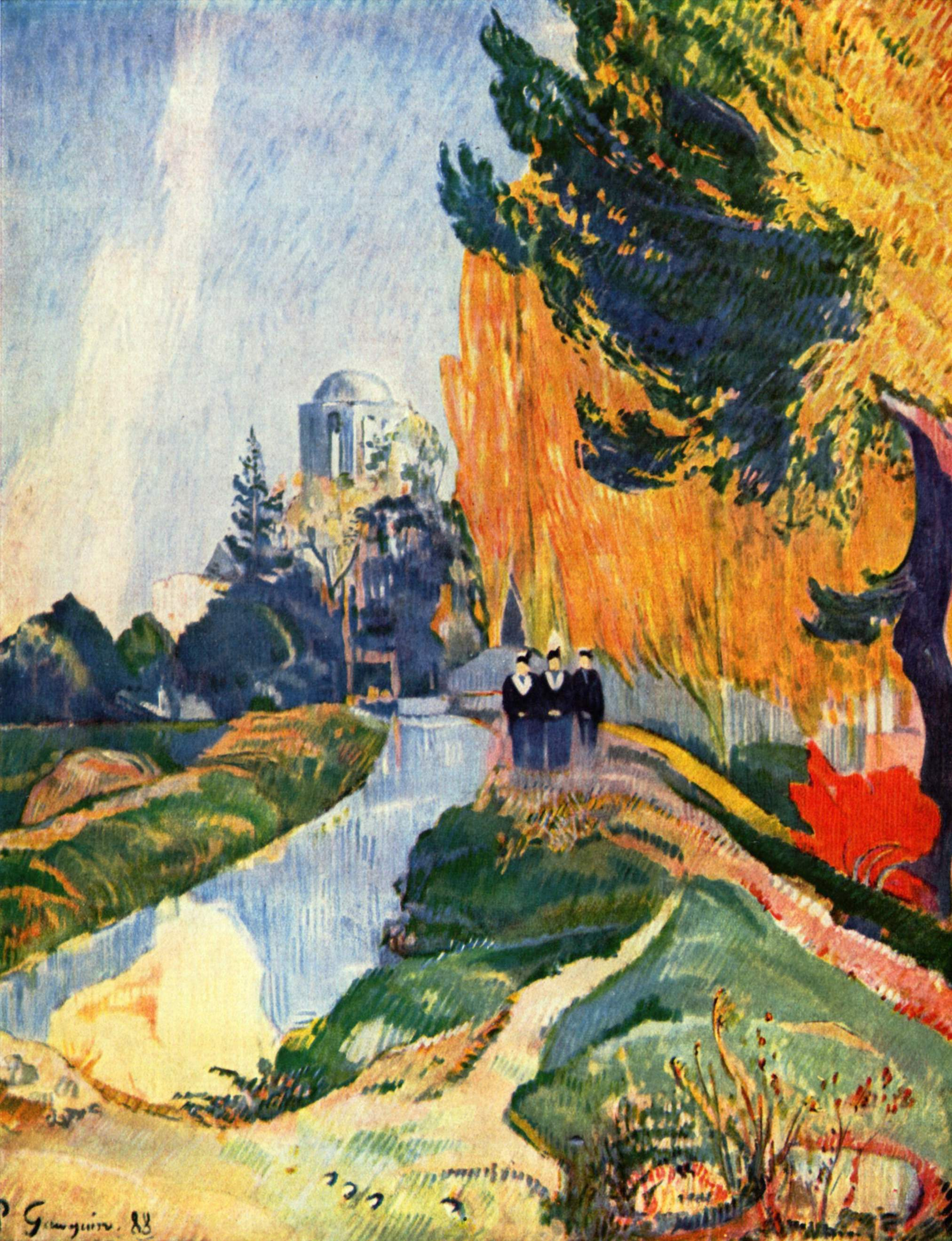
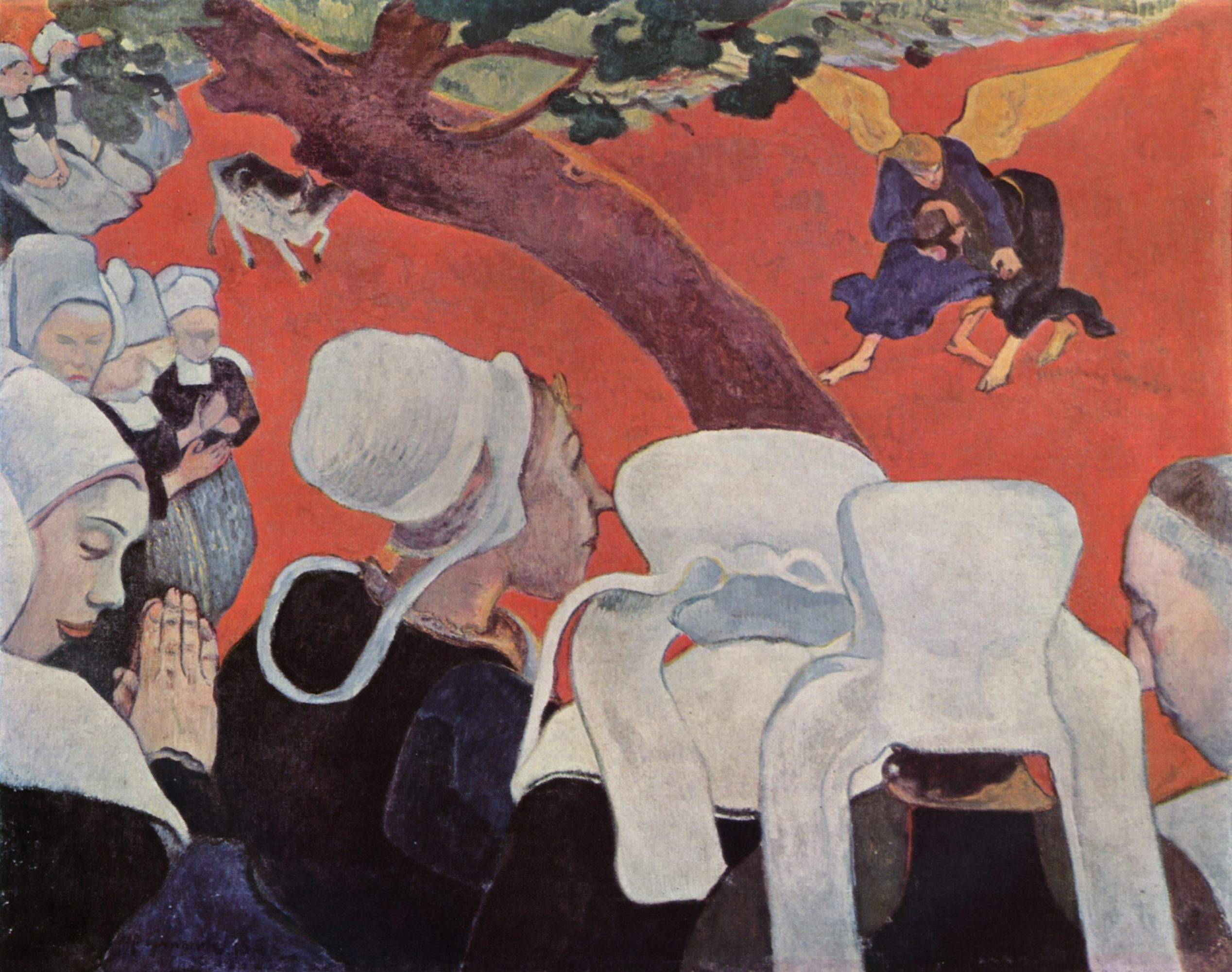
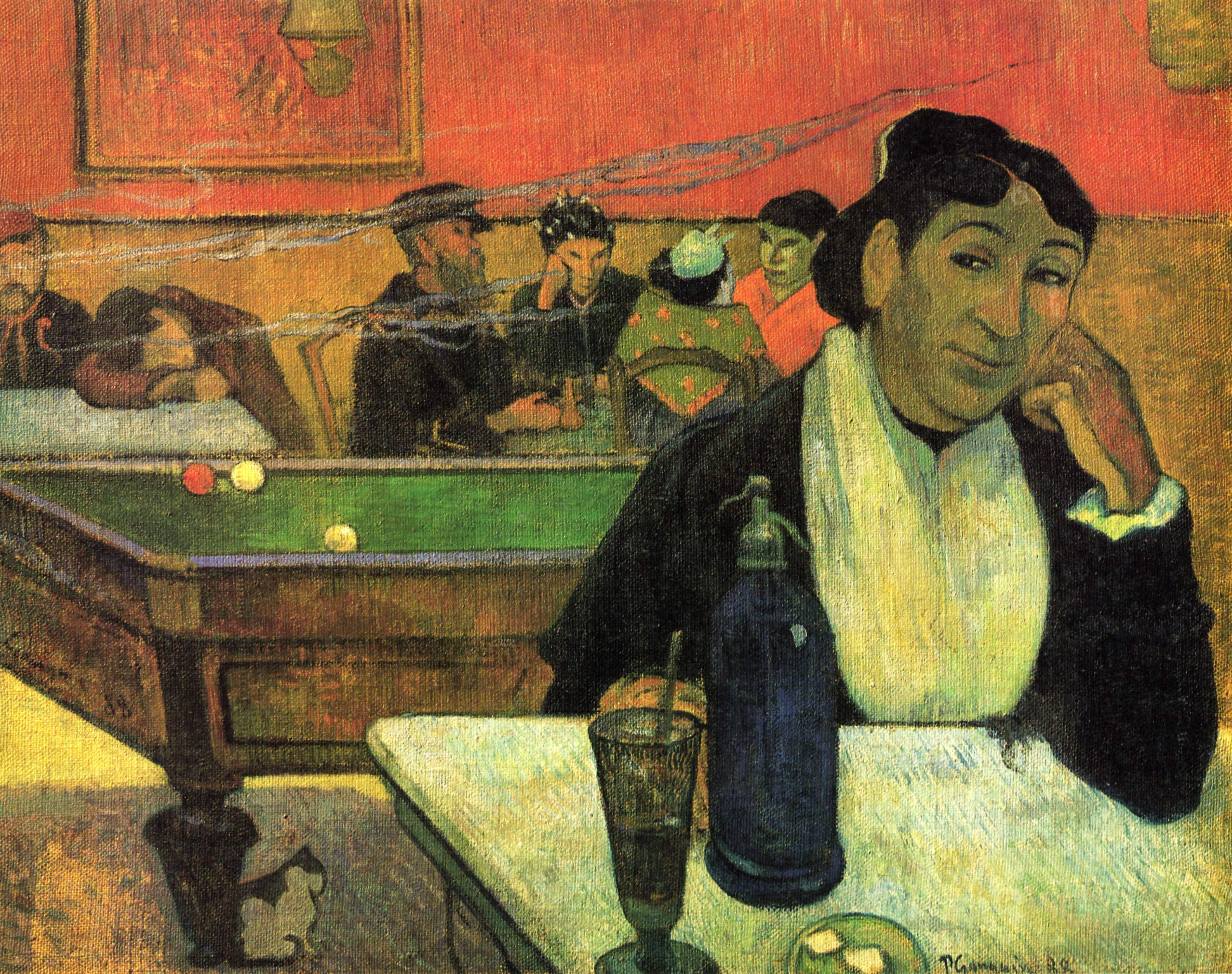
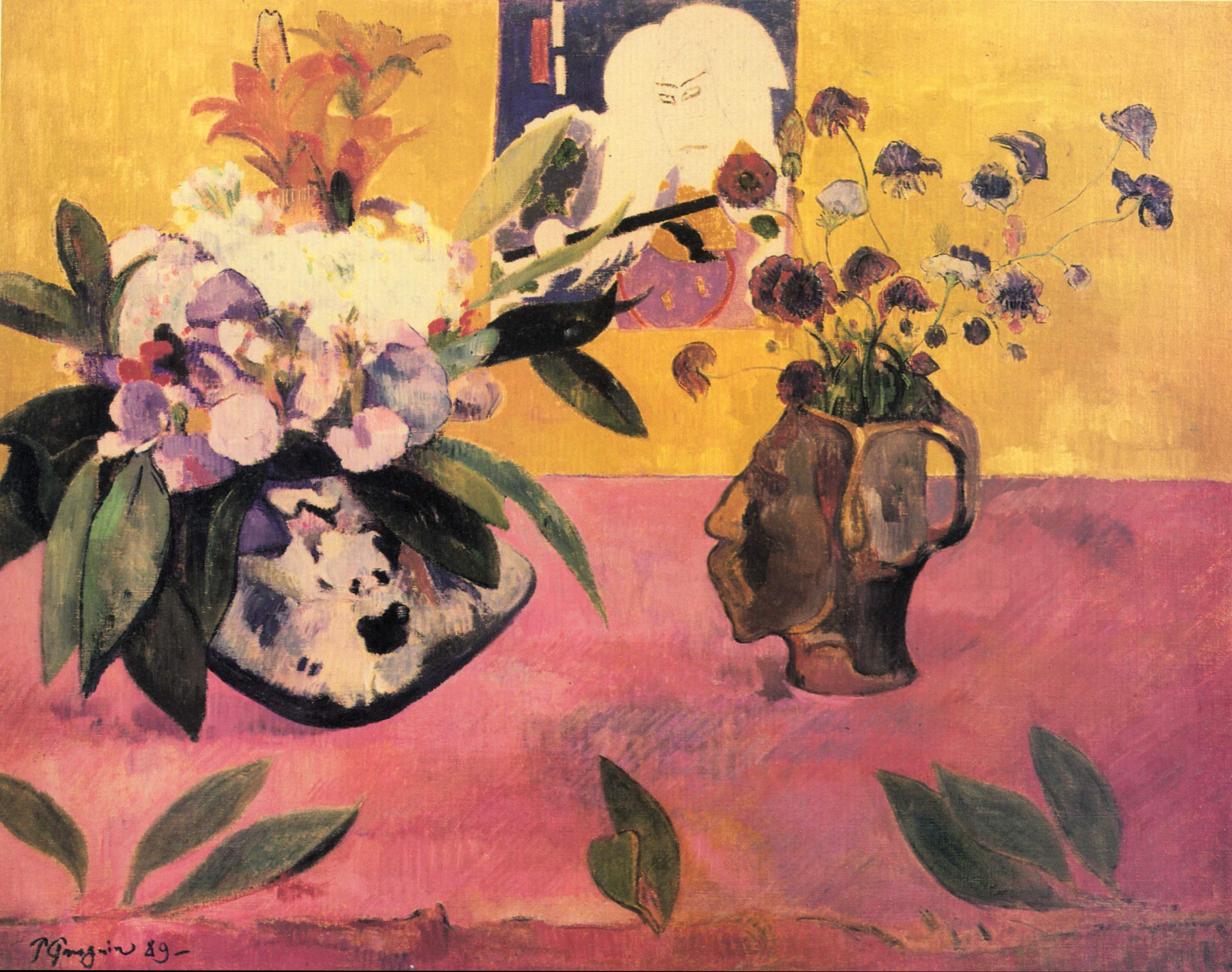
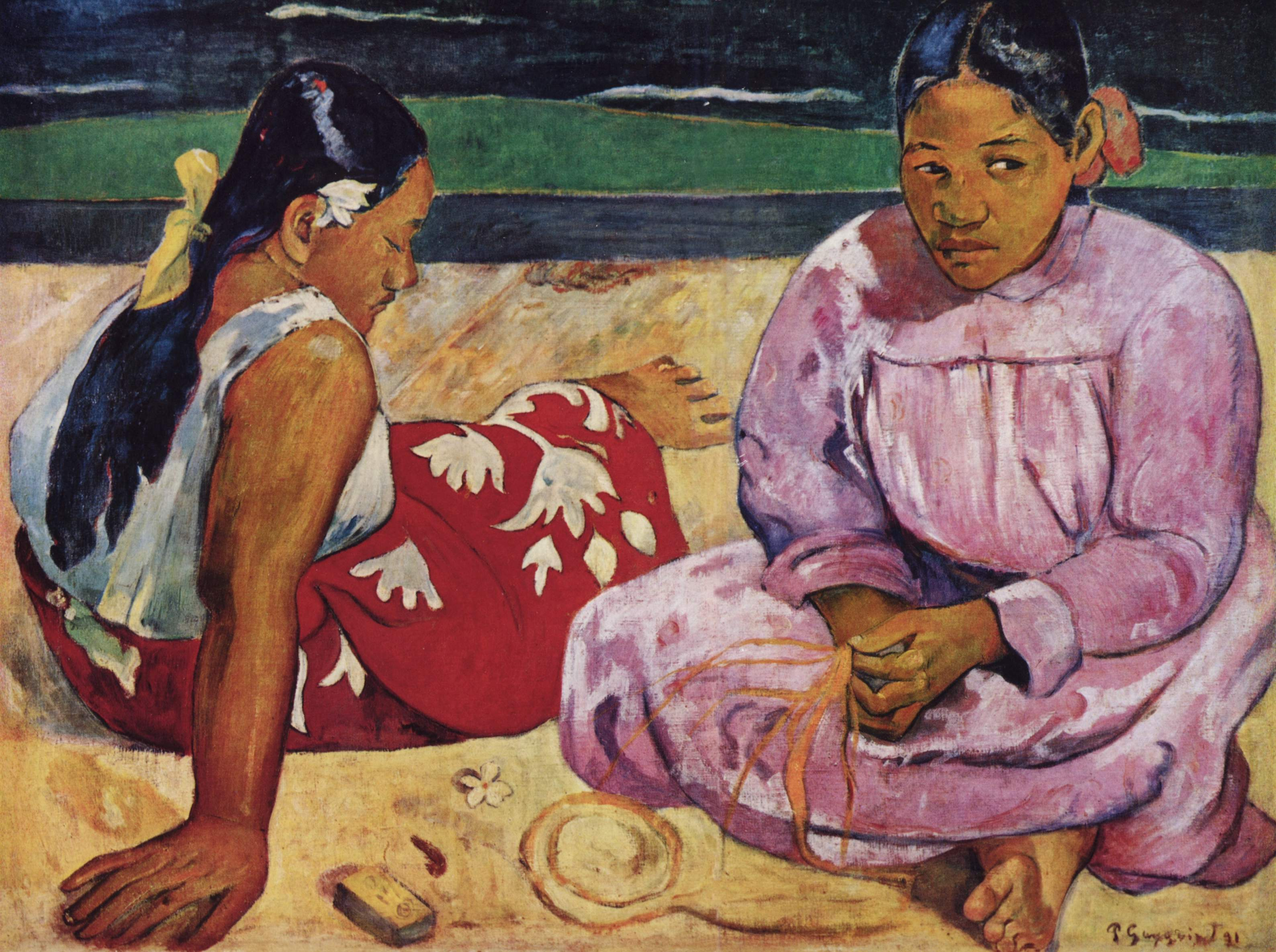
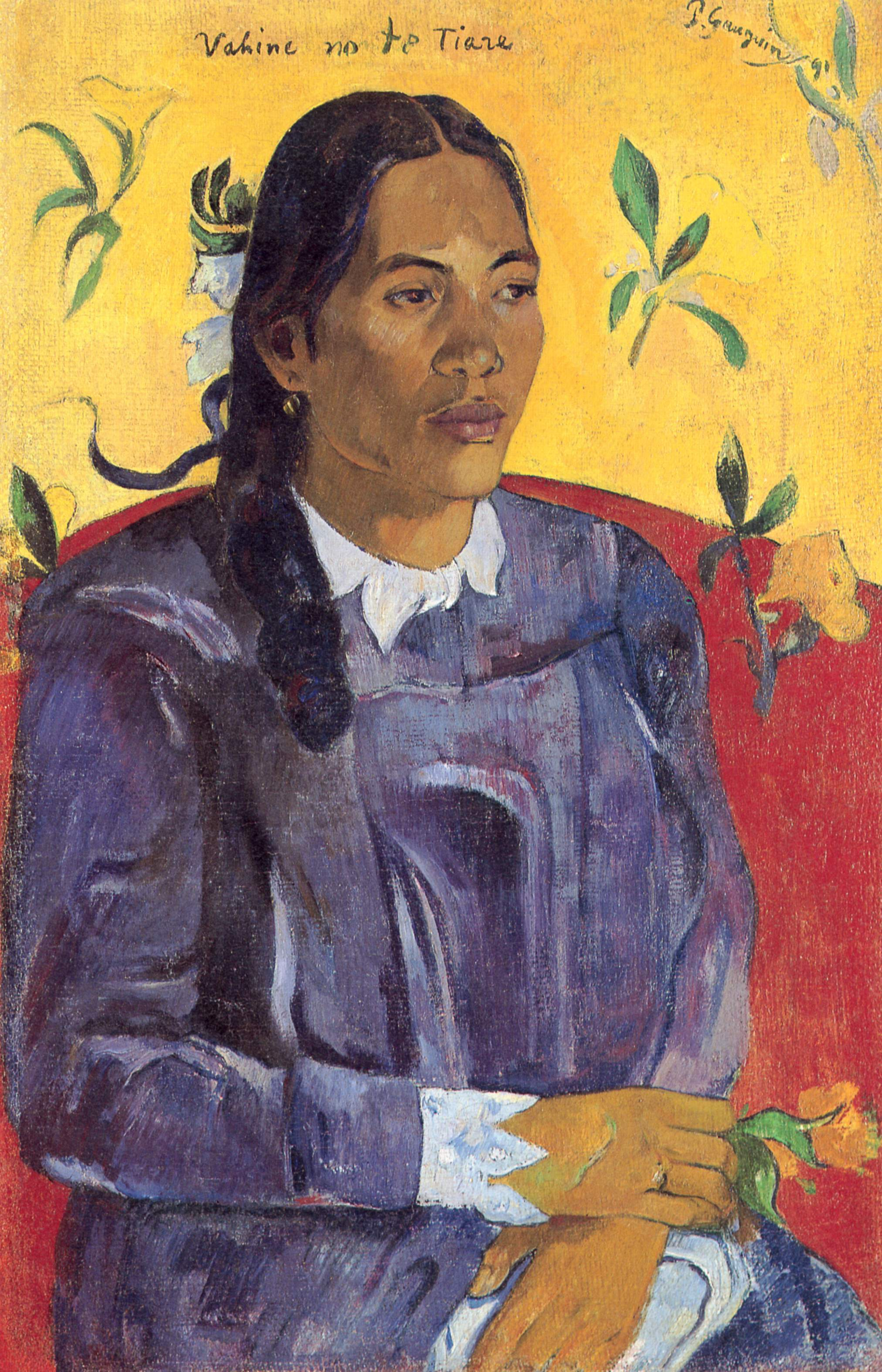
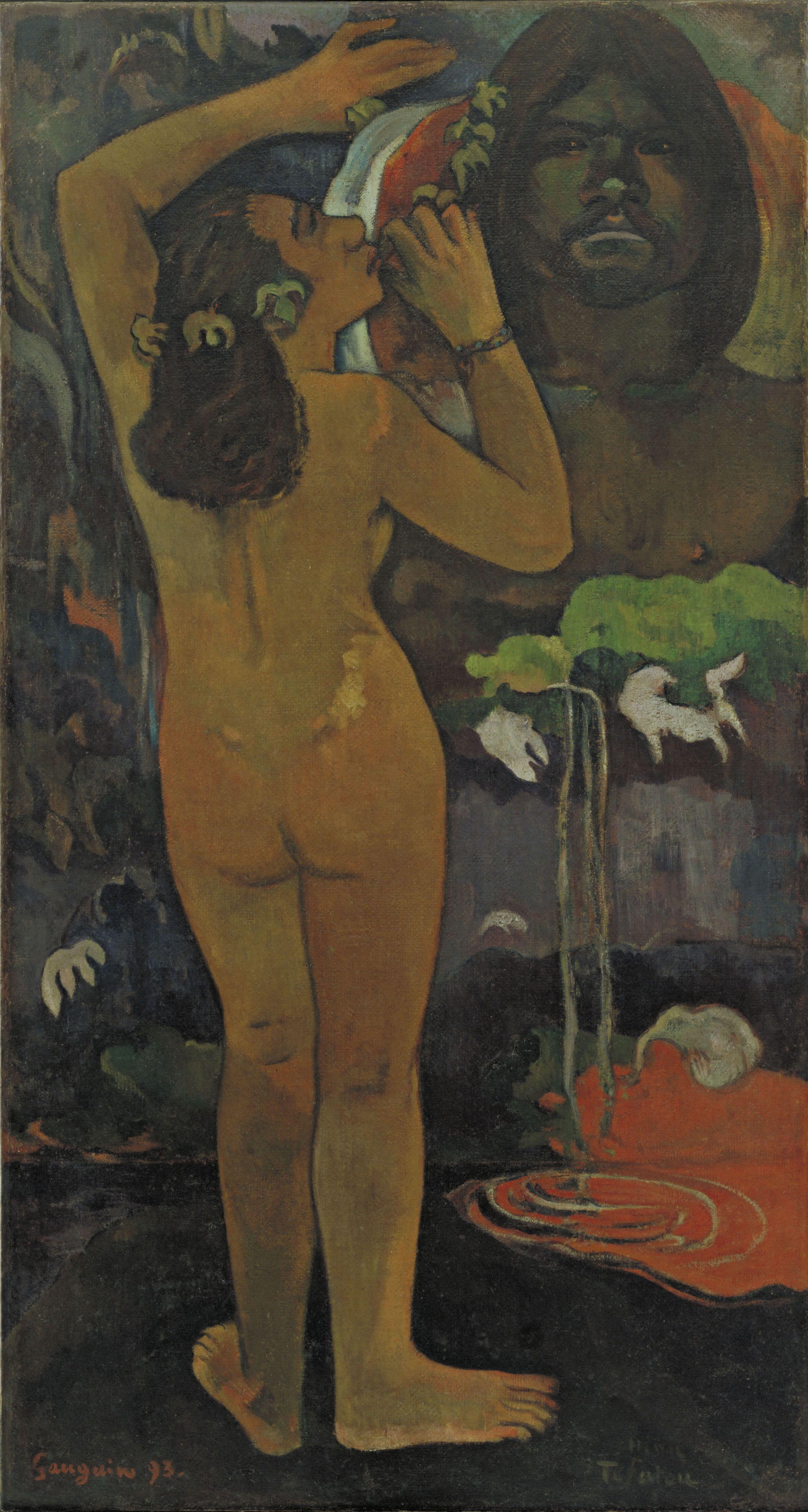
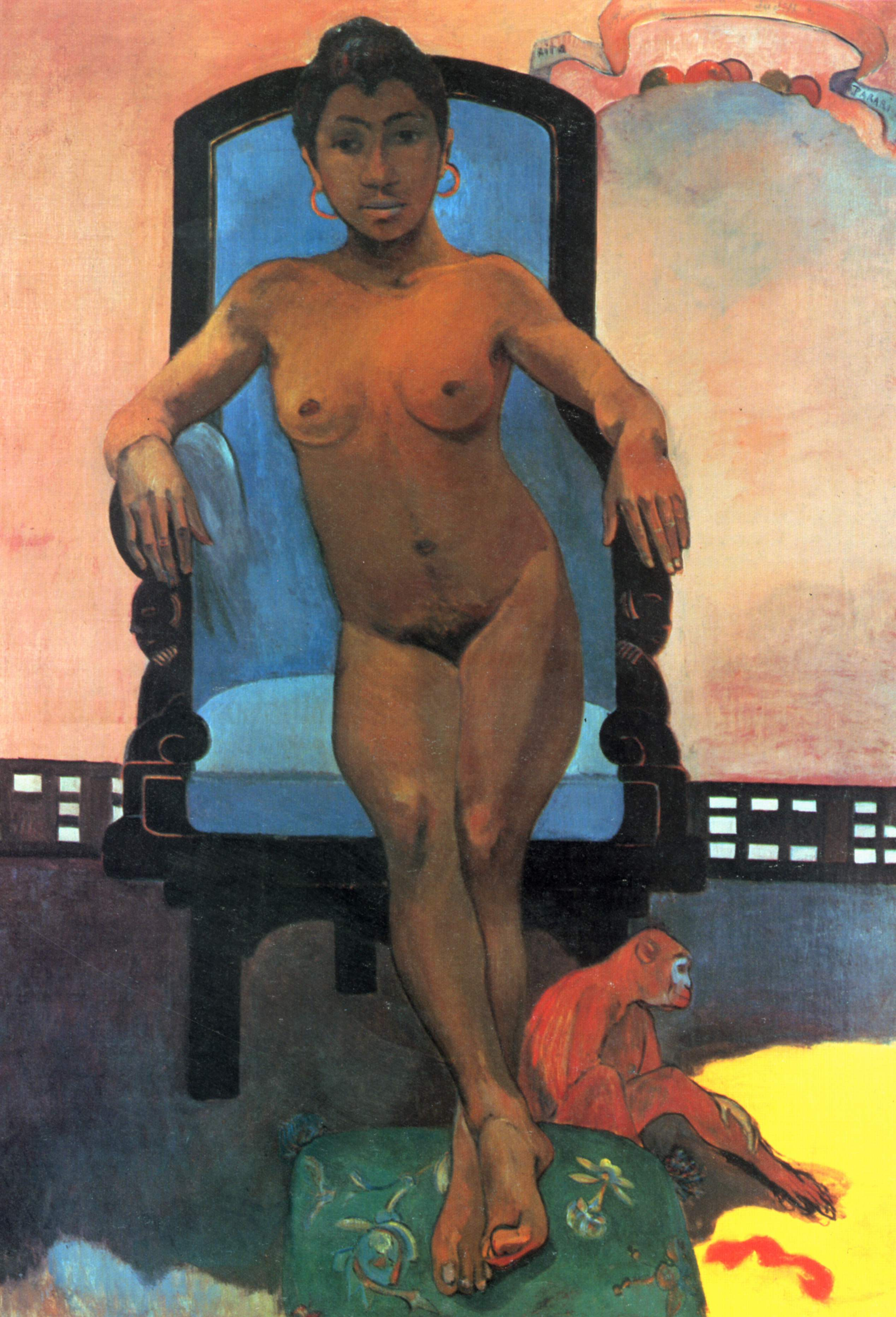
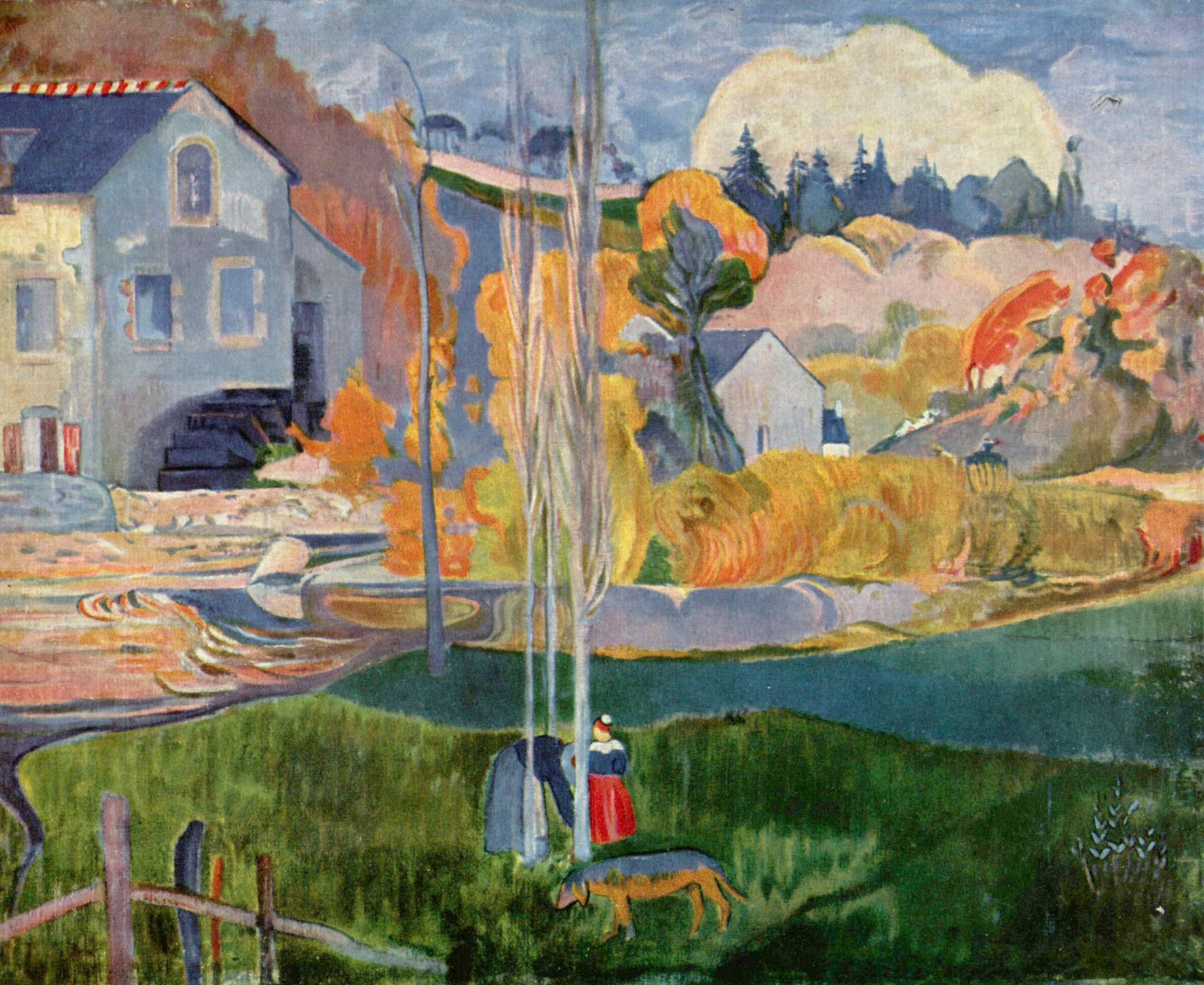
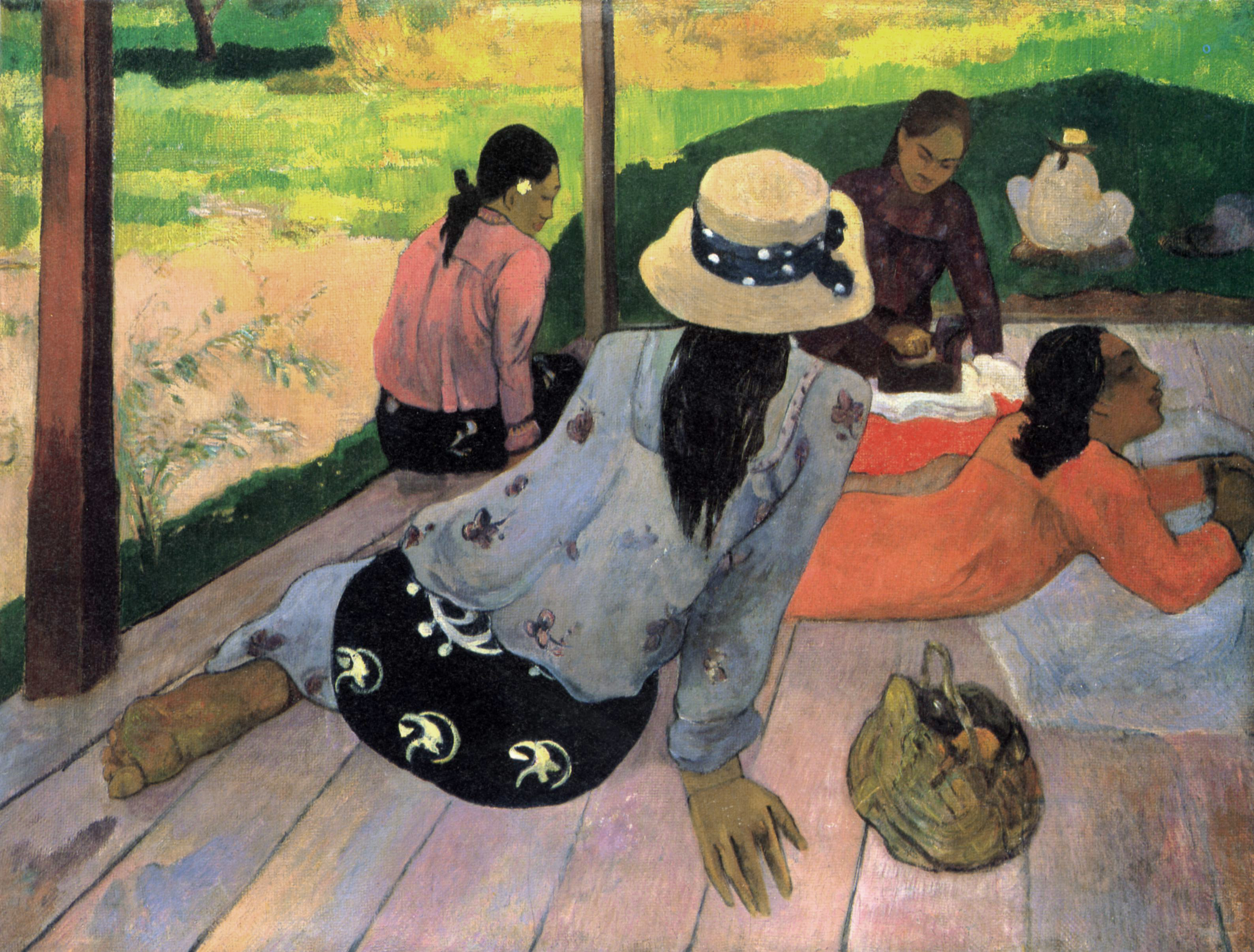
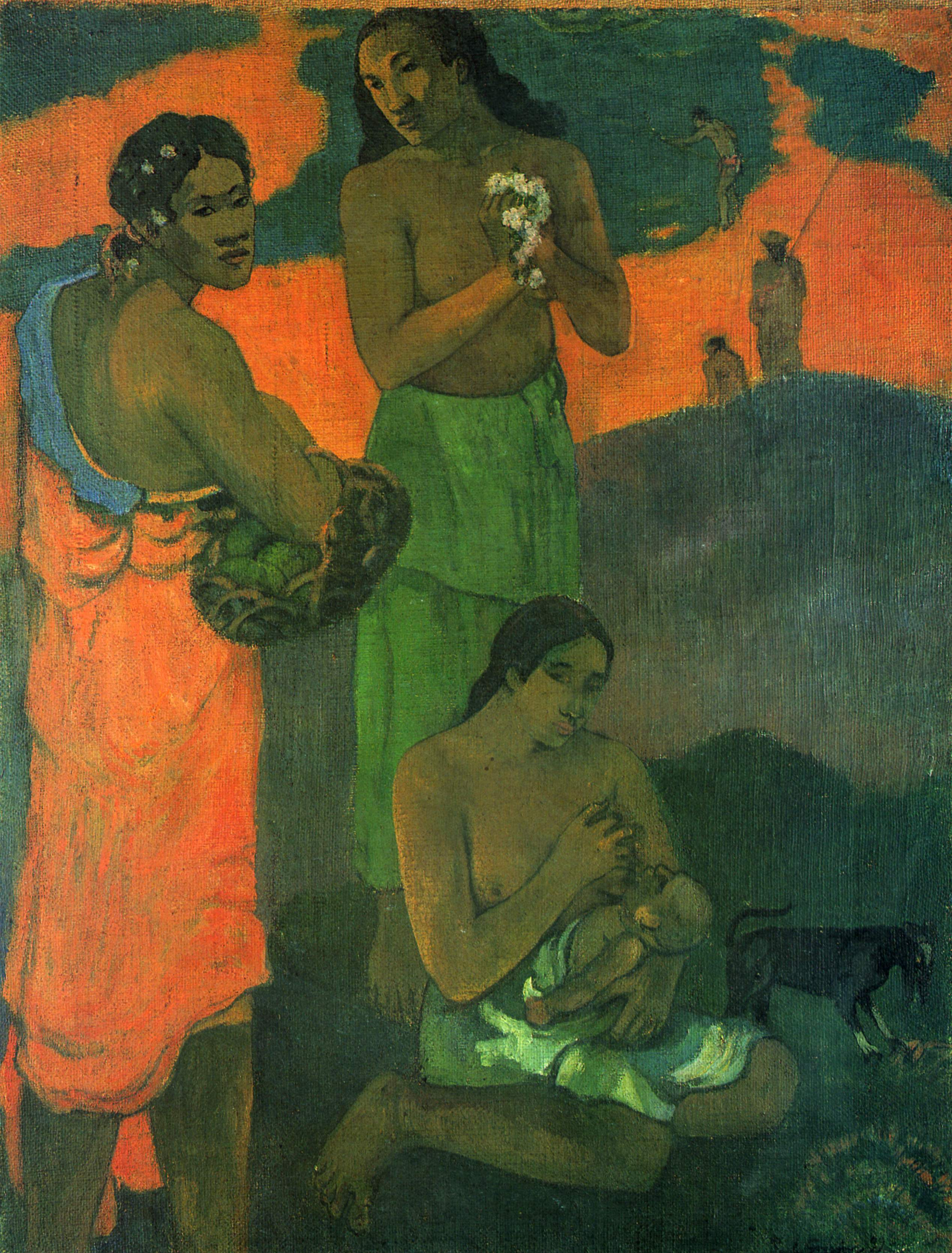
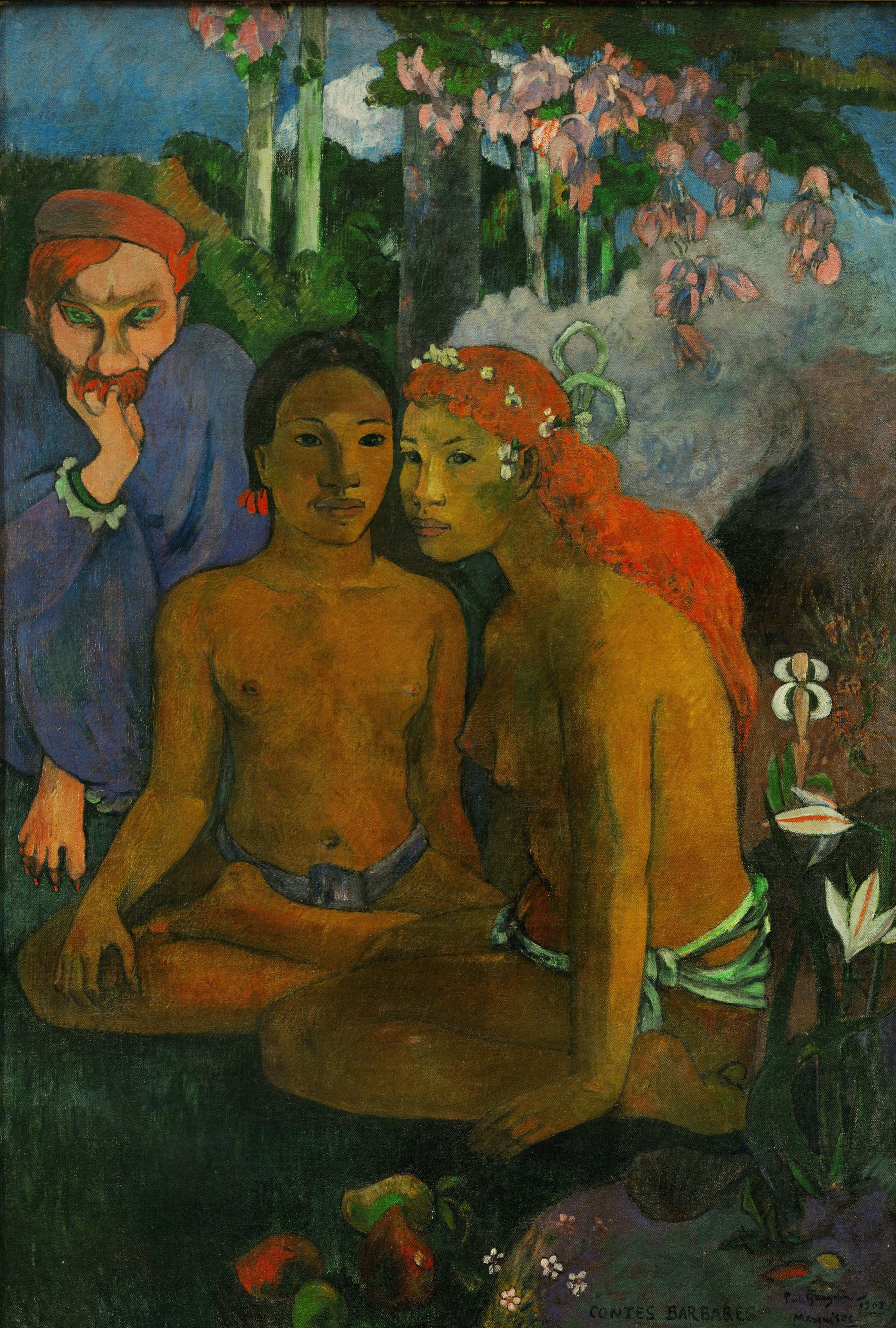
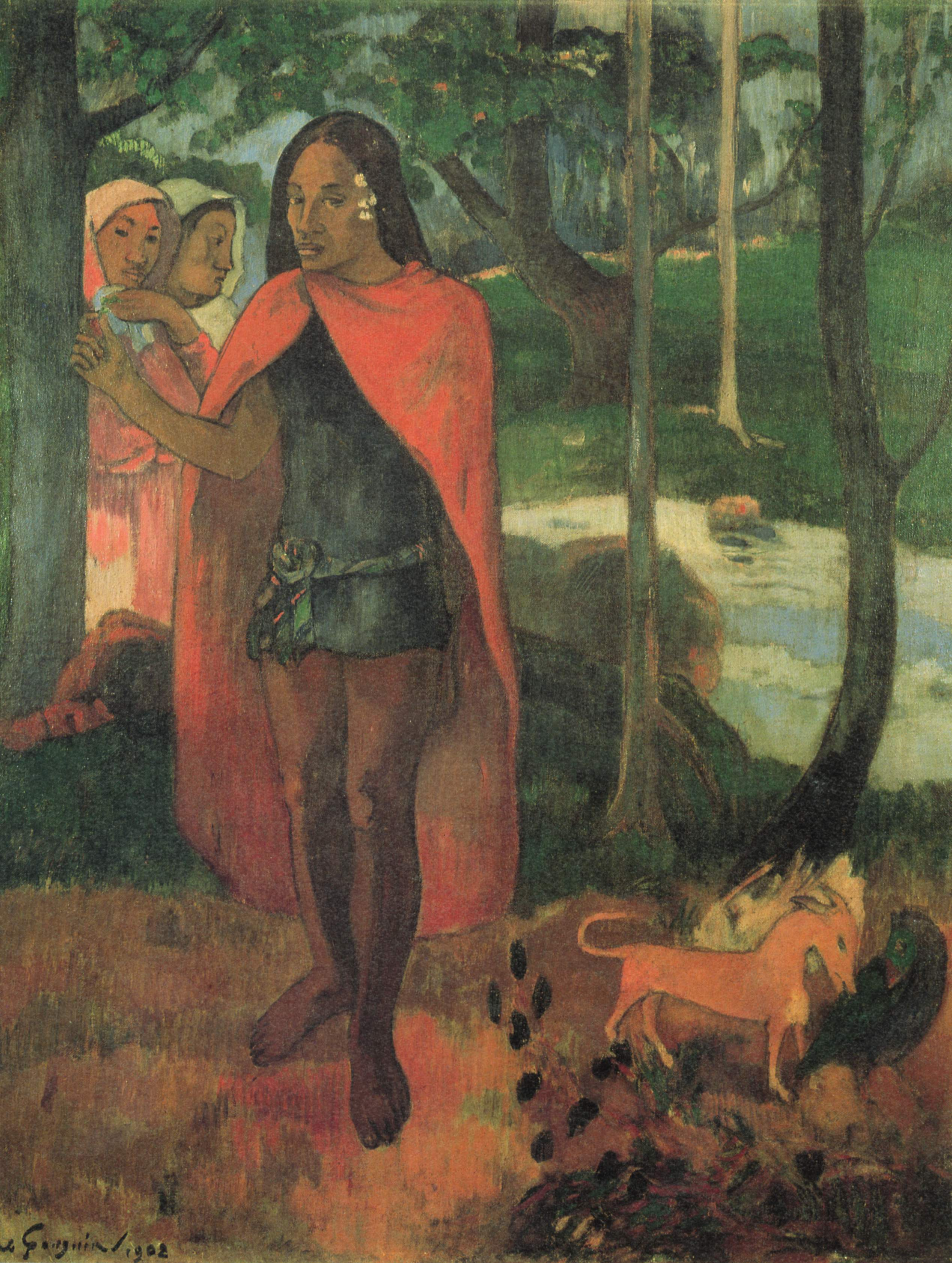
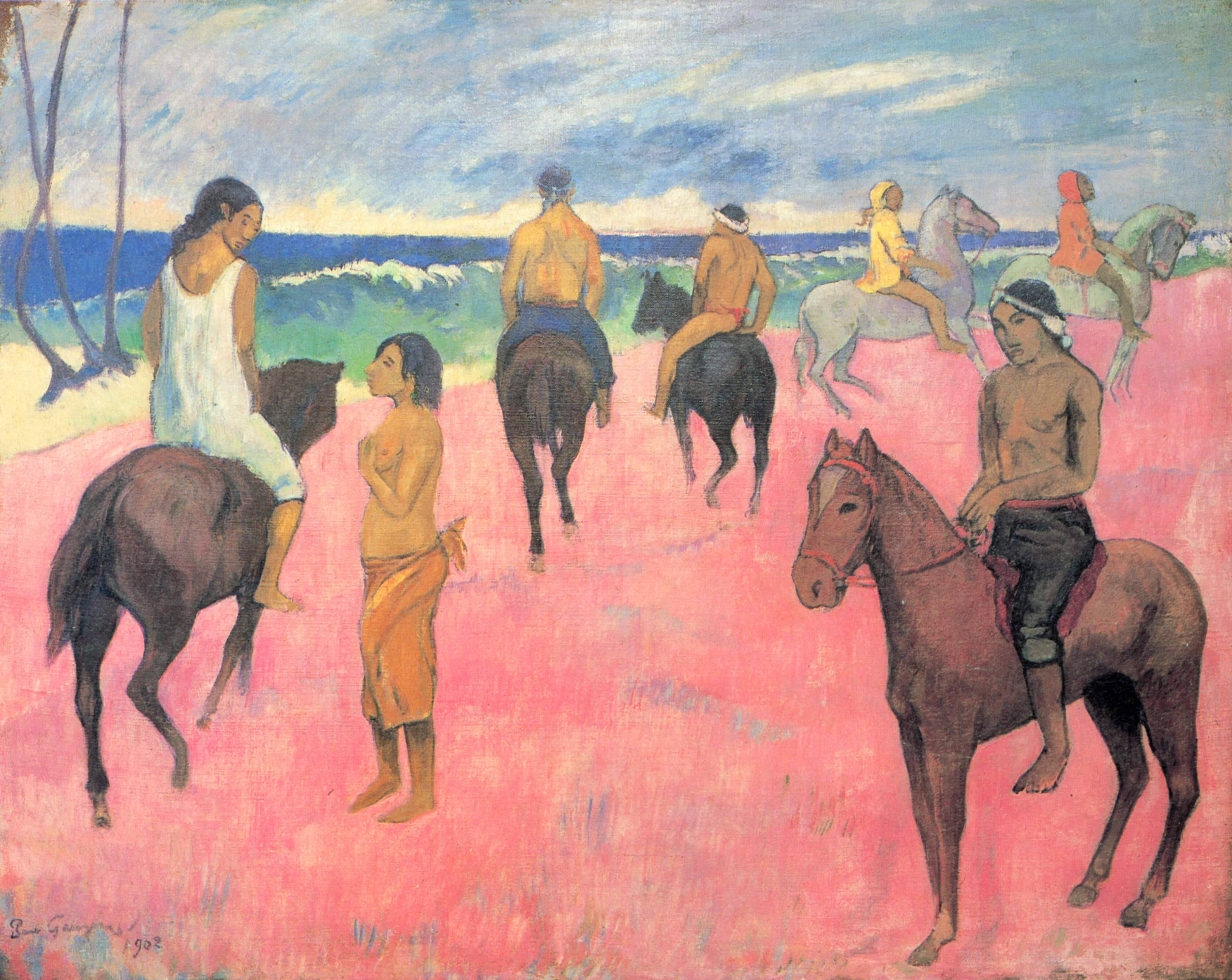
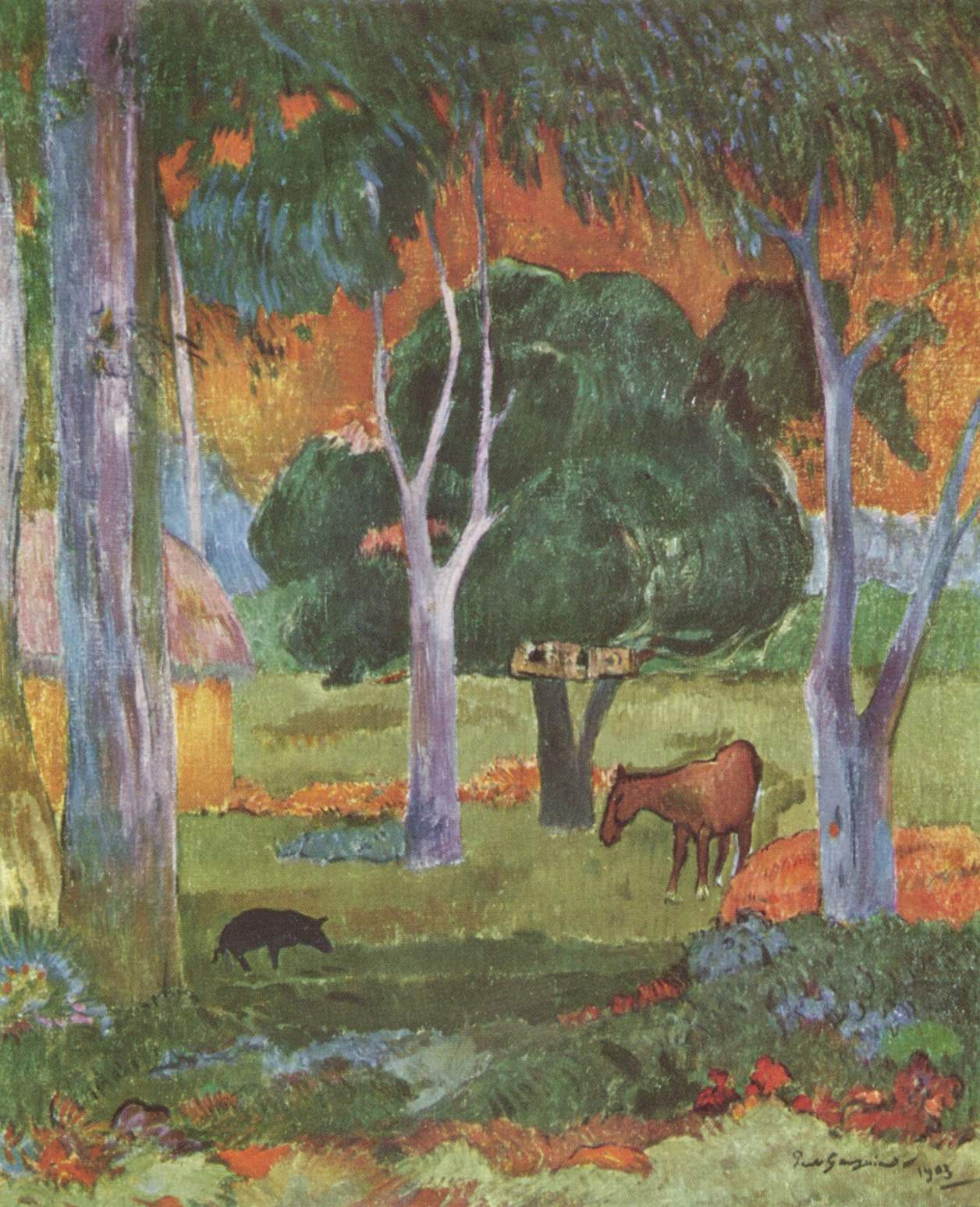
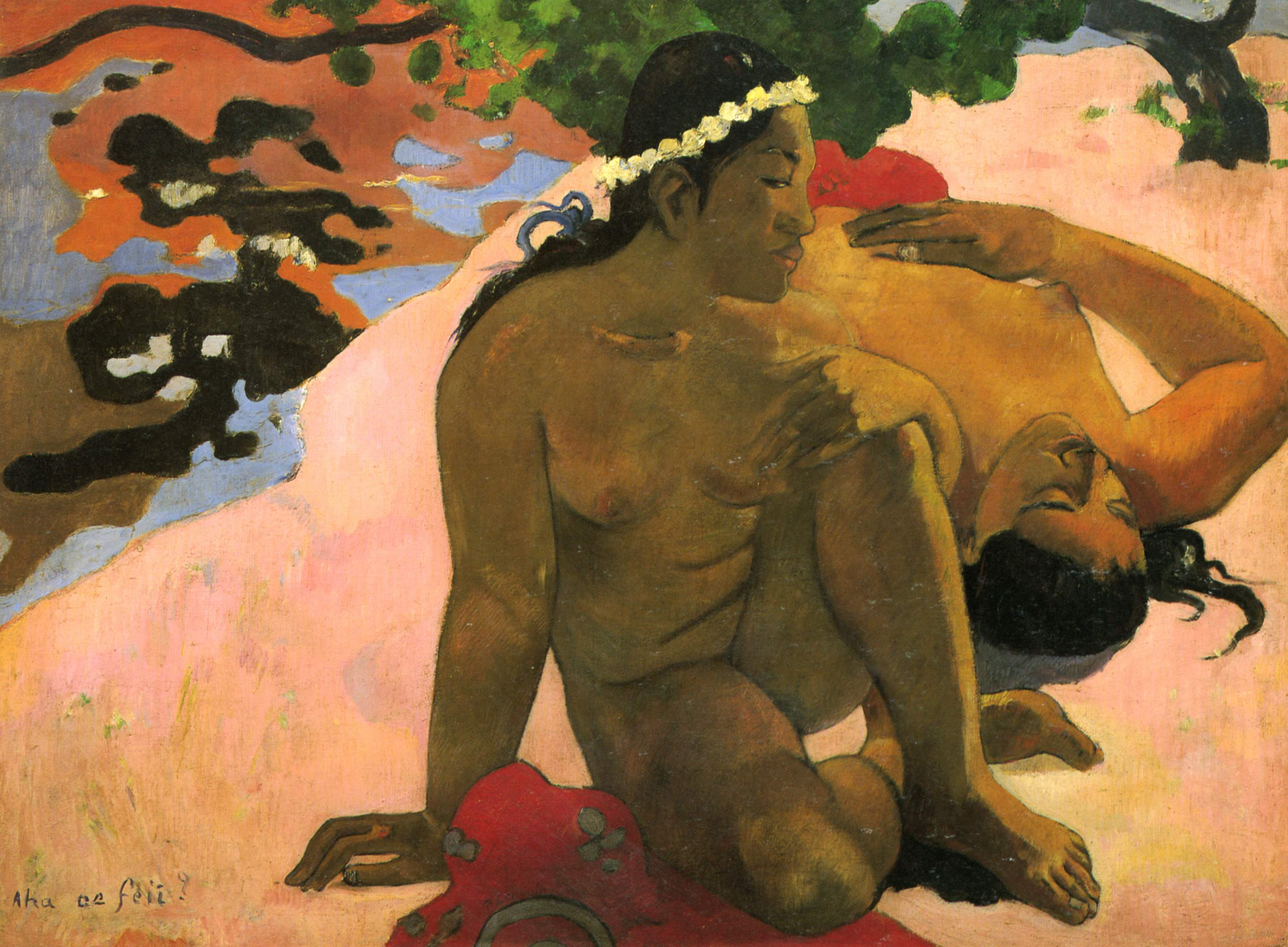
آها او فی؟
۱۸۹۲ م.
موزه پوشکین